# Mozartkino

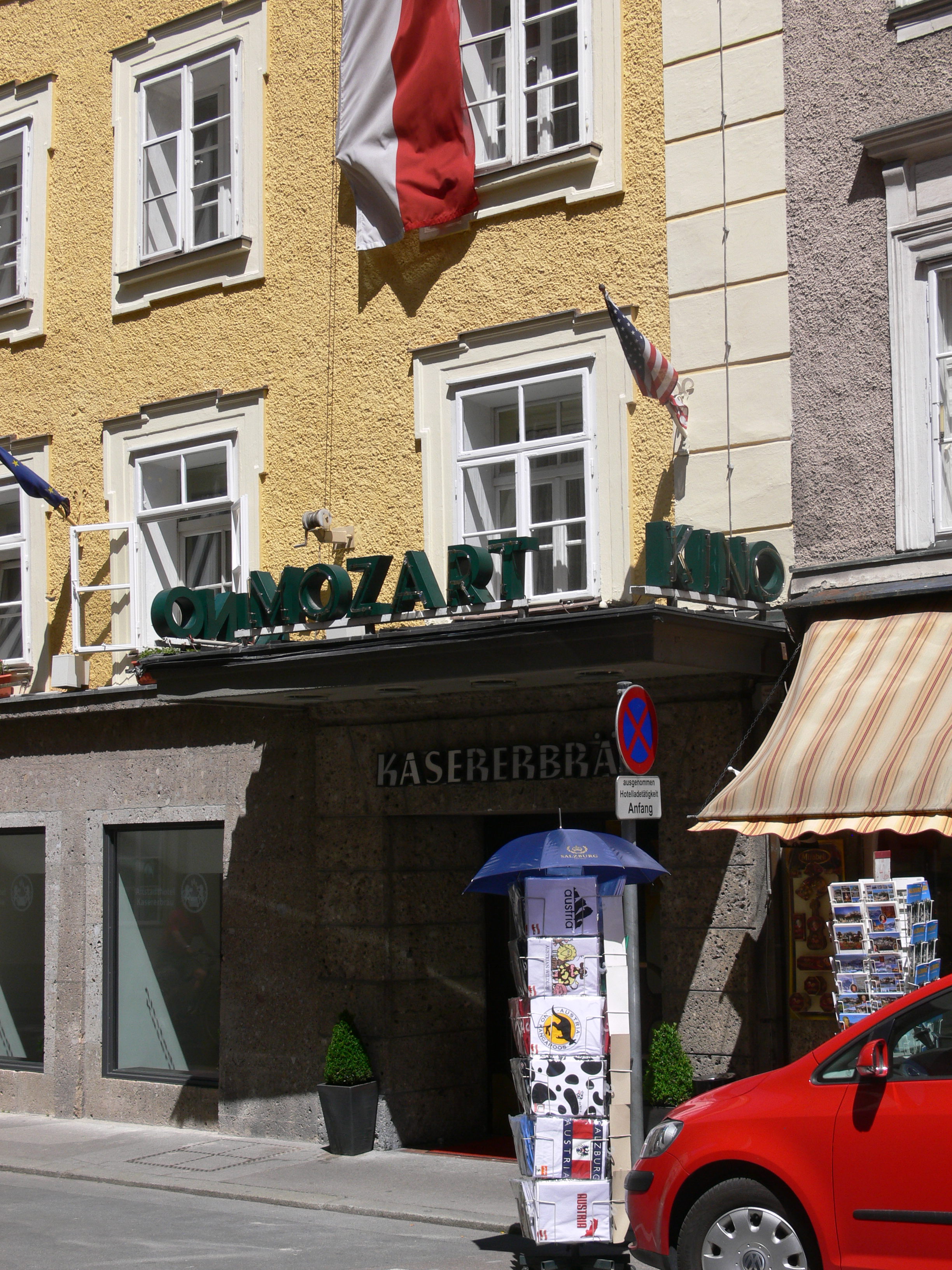
Eingang des Mozartkinos in der Kaigasse 33 in Salzburg

Das Mozartkino ist eines der ältesten Kinos der Welt und befindet sich in den Räumlichkeiten des Kasererbräuhauses mitten in der Salzburger Altstadt in der Kaigasse 33. Heute besteht das Mozartkino – das letzte privat geführte und  zugleich auch das älteste Kino Salzburgs –  aus zwei Sälen, dem großen Saal (263 Sitzplätze) und dem Römersaal (136 Sitzplätze), welcher unter Denkmalschutz steht.

## Geschichte
Die Geschichte des Mozartkinos beginnt im Jahr 1905 als Georg Barth vom 6.–18. Dezember mit einem Kinematographen das Publikum im Lorieto Cinema Theater unterhielt.
Nach einem Gastspiel des The Royal Biograph im Oktober 1907 wurden den Besuchern im Dezember 1907 erstmals bewegte Bilder in einem Saal für bis zu 230 Personen vorgeführt. Franz Xaver Fried zeigte mit seinem „Original-Elektro-Biograph Riesen-Kinematograph“  die Salzburger Chronik. Gespielt wurden über eine Dauer von 2,5 Stunden 20 verschiedene Nummern, projiziert auf eine 42 m² große Leinwand.

Ab Juni 1908 wurden verschiedene Vorführungen angeboten, das Programm wechselte alle 5 Tage.
Im August 1909 wurde auf einen Elektra Biograph umgerüstet, welcher auf eine 30 m² große Fläche projizierte. Die Kosten einer Vorführung beliefen sich zu dieser Zeit auf 1 Krone für einen Sperrsitz und 40–80 Heller für die Sitze im Parkett.
Ab 1. April 1910 und einer Renovierung des Saales führte der Linzer Karl Friedrich Lifka ein ständiges elektrisches Theater mit dem Bestreben, die erstklassigen Darbietungen und den Weltruf des Grand Cine Phono Theatre Electrique aufrechtzuerhalten.
1918 wurde das Mozartkino in den Betrieb des Altstadthotel Kasererbräu integriert und der deutsche Spielfilm „Katharina Karaschkin“ aufgeführt.

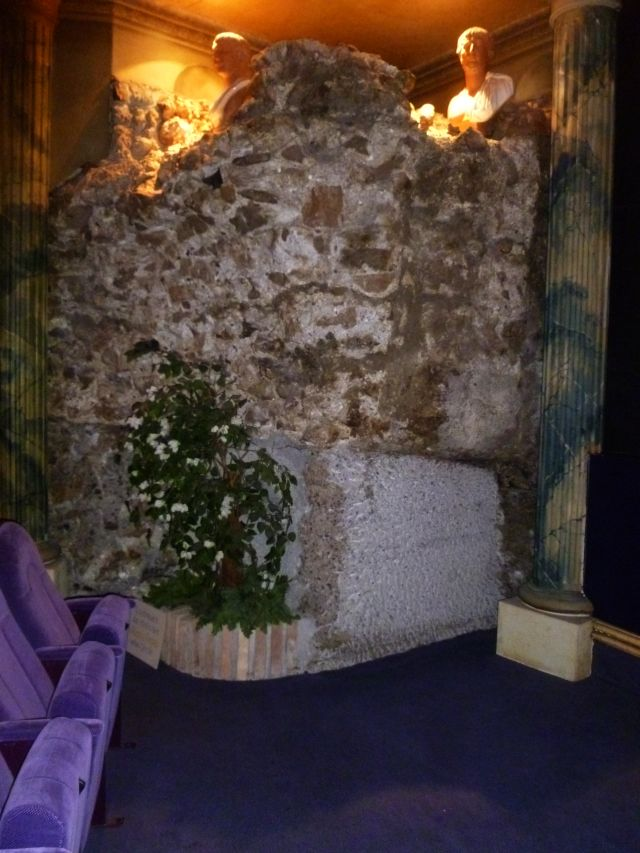
Asklepios-Tempel (Salzburg, Kaigasse)

1937 wurde dem Publikum der österreichische Spielfilm „Der Pfarrer von Kirchfeld“ vorgeführt, welcher bis zu diesem Zeitpunkt mit rund 55.000 Besuchern der am meistbesuchte Film des Kinos war.
Nach Bombardierungen während des Zweiten Weltkrieges übersiedelte das Kino im Jahr 1948 in den Bereich, wo sich heute das Café Sezession und der Frühstücksraum des Hotels befinden. In diesem Zuge wurde das Fassungsvermögen auf 600 Plätze erweitert. Mit einer erneuerten Tontechnik ausgestattet wurde am 23. Dezember 1950 der Zarah Leander Film „Gabriela“ vorgeführt.

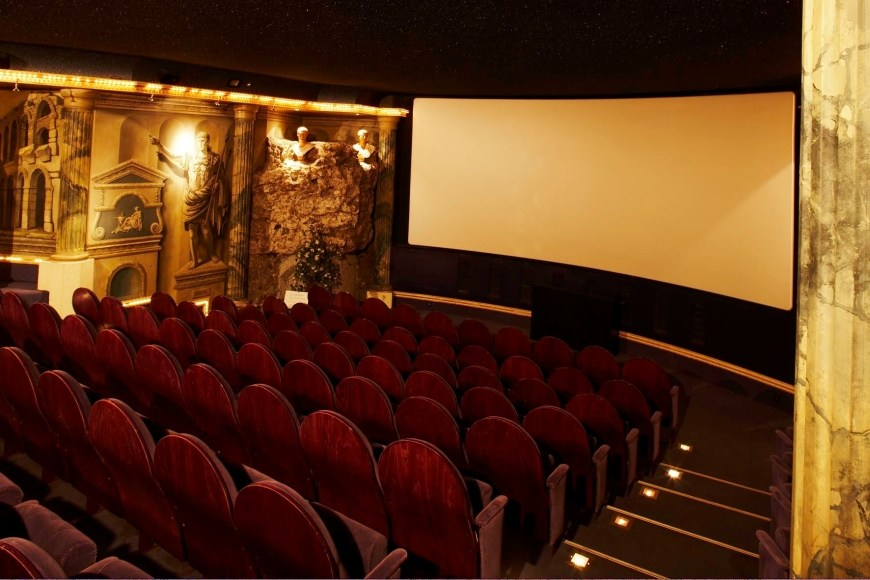
Mozartkino Salzburg – Römersaal

Ebenfalls sehr erfolgreich waren die Vorstellung von „Don Camillo und Peppone“, welcher ab Januar 1953 ausgestrahlt wurde.
Nach der Premiere von „Sissi“ im Jahr 1955 feiere 1956  mit „Sissi – Die junge Kaiserin“ der 2. Teil der Trilogie Premiere im Mozartkino. Romy Schneider war bei der Premiere ihres Films persönlich anwesend und verbrachte die Nacht auf Zimmer 323 des hauseigenen Hotel Kasererbraeu. Das handbemalte Bett, in dem sie übernachtete, steht noch heute unverändert im Zimmer am Ende des Flures. Sissi wurde mit zirka 50.000 Besuchern zum zweiterfolgreichsten Film in der Geschichte des Mozartkinos.
Zur Premiere des Dokumentarfilms des Salzburger Regisseurs Wolfgang Mueller-Sehn „Traumland der Sehnsucht“ im Jahr 1961 war die griechische Königin Friederike gemeinsam mit ihrer Tochter Sophia und Juan Carlos (dem zukünftigen Königspaar von Spanien) zu Gast im Mozartkino. Die Bilder dazu hängen wie jene anderer prominenter Besucher in der Lobby des Mozartkinos.
Am 5. Dezember 1962 feierte Luis Trenker mit seinem Heimat- und Bergfilm  ebenfalls Premiere in den Räumlichkeiten des Mozartkinos. Wie auch Romy Schneider war auch Luis Trenker bei der Premiere von „Sein bester Freund“ persönlich anwesend und übernachtete auch im Hotel Kasererbraeu.
1980 wurde das Kino durch zwei neue Säle erweitert und als Buffetkino geführt. Das damalige Café Kuckucksnest wurde in diesem Zuge in den Kinobereich integriert.
Von April bis Dezember 1987 fand der bislang größte Umbau statt. Während der Bauarbeiten zum modernen Kinocenter wurden Überreste historischer Mauern eines römischen Asklepios-Tempels aus dem zweiten Jahrhundert nach Christus entdeckt, welche aufgrund der Vorgaben des Denkmalschutzamtes bis heute an der linken Seite des Römersaals sichtbar sind.
Im Zuge dieser Grabungen im Bereich des römischen Tempels wurde ein Brunnen geborgen, der im Museum Carolino Augusteum ausgestellt ist.

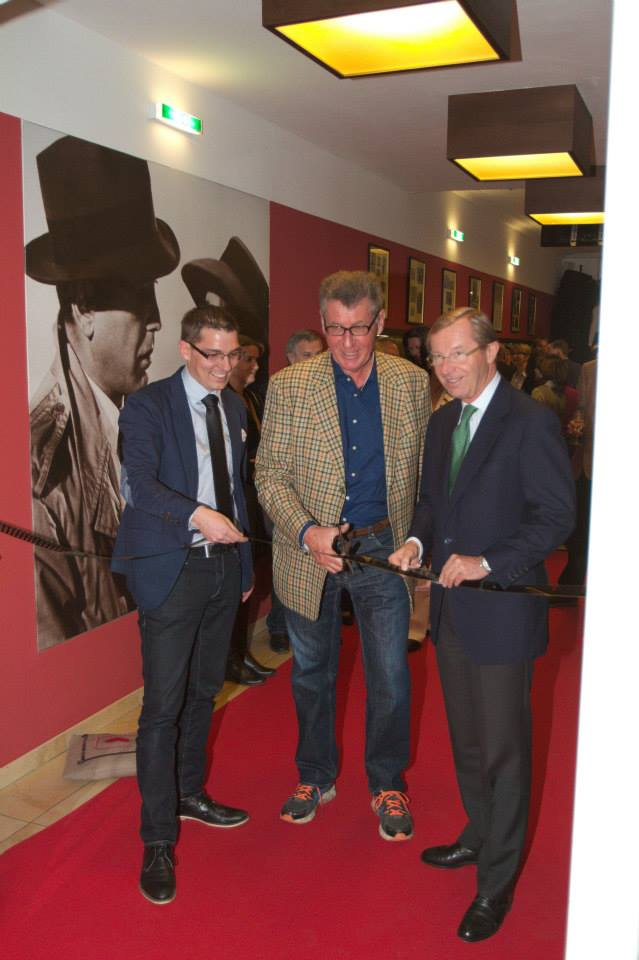
Eröffnung Mozartkino Salzburg

Im Jahr 1988 lief mit der Komödie „Ein Fisch namens Wanda“ der  dritterfolgreichste Film in der Geschichte des Mozartkinos mit rund 15.000 Besuchern an.
In den Jahren 2007 und 2008 wurde abermals umgebaut. So wurden das Kino und der Hoteleingang zusammengelegt um hier wirtschaftlicher und geordneter arbeiten zu können. Die Lobby besteht nun aus den Bereichen Hotelrezeption, dem Ticketverkauf und  einer Bar.
Mit Unterstützung des Landes Salzburg wurde das Mozartkino im Jahr 2014 mit zwei digitalen  Projektoren ausgestattet, was am 7. November 2014 vom Salzburger Landeshauptmann Wilfried Haslauer, Mozartkino Inhaber Kurt Giebisch und Mozartkino Geschäftsführer Alexander Krammer gemeinsam gefeiert wurde.
Im Februar 2015 feierte man gemeinsam mit Josef Hader die Premiere vom österreichisch-deutschen Kriminalfilm „Das ewige Leben“.